# Supersygehus
|  | Fremtidig bygning Denne artikel omhandler en bygning, der er under opførelse. Det er derfor muligt, at indholdet er af spekulativ natur, og ligeledes, at indholdet kan ændre sig markant efterhånden som flere oplysninger bliver tilgængelige. |

Supersygehusene er en fælles betegnelse for seks sygehuse, der bygges i provinsen i årene 2012–2022.
Supersygehusene ved Aalborg, Aarhus, Odense og Køge vil få status som universitetssygehuse, mens supersygehusene ved Herning i Midt- og Vestjylland og ved Hillerød i Nordsjælland ikke vil få denne status.
Supersygehusene ved Aalborg, Herning, Odense og Hillerød bygges på bar mark, mens supersygehusene ved Aarhus og Køge opføres som tilbygninger til nyere sygehuse fra 1980'erne.

## Universitetshospitaler
Aalborg: Det nye Aalborg Universitetshospital opføres på bar mark ved Postgården i universitetskvarteret ved motorvejen og Aalborg Øst i årene 2013–2024.
Aarhus: Det nye Aarhus Universitetshospital, Skejby i Skejby i den nordlige del af Aarhus er en betragtelig udvidelse af det tidligere Skejby Sygehus, der blev indviet i 1987. Udvidelsen finder sted i 2012–2019.
Odense: Det nye OUH opføres på bar mark umiddelbart syd for Syddansk Universitet i den sydøstlige del af Odense. Byggeriet sker i årene 2016–2022.
Køge: Det nye Sjællands Universitetshospital, Køge (USK) er en tredobling af Køge Sygehus, der blev opført i 1983–1988 i Ølby nær motorvejen og Ølby Station i den nordlige del af Køge. Byggeriet af Projekt Universitetshospital Køge gennemføres i i årene 2015–2022.

## Regionale supersygehuse
Herning i Vestjylland: Det nye supersygehus under Hospitalsenheden Vest (DNV-Gødstrup, Det nye hospital i vest) opføres på bar mark i Gødstrup nordvest for Herning i årene 2012–2020, dog kan de første patienter muligvis modtages tidligere.
Hillerød i Nordsjælland: Det nye supersygehus Nyt Hospital Nordsjælland bygges ved Overdrevsvejen (en del af Ring 2 og hovedvej 6) i den nye bydel Favrholm i den sydlige del af Hillerød. Nyt Hospital Nordsjælland opføres i mosebund i 2017–2024 for 7 milliarder kroner.

## Tabel
| Navn                                                 | Projektsum     | Afslutning               |
| ---------------------------------------------------- | -------------- | ------------------------ |
| Universitetshospital Køge                            | 4,1 mia. kr.   | Forventet september 2026 |
| Nyt Aalborg Universitetshospital                     | 7,1 mia. kr.   | Tidligst 2026            |
| Det nye Universitetshospital i Aarhus (DNU)          | 7,433 mia. kr. | September 2022           |
| Nyt Universitetshospital i Odense - Nyt OUH, somatik | 8,6 mia. kr.   | 2027                     |
| Nyt Hospital Nordsjælland                            | 7,6 mia. kr.   | 2026                     |
| Regionshospitalet Gødstrup                           | 3,84 mia. kr.  | Marts 2022               |
| Nyt Hospital Bispebjerg                              | 4,8 mia. kr.   | 2027                     |